# Antônio de Sales Nunes Belfort
Antônio de Sales Nunes Belfort (São Luís, batizado em 11 de outubro de 1789 — São Luís, 22 de junho de 1832) foi um militar e político brasileiro.

## Biografia
Filho do tenente-coronel de milícias José Marcelino Nunes Moreira da Silva e de Isabel Maria Belfort. O pai era natural de Lisboa e era cavaleiro professo da Ordem de Cristo. Pelo lado materno, era bisneto de Lancelot "Lourenço" Belfort, de família nobre proveniente de normandos estabelecidos na Irlanda durante a Alta Idade Média e de D. Izabel de Andrade (née Ewerton), filha do capitão norte-americano Guilherme Ewerton.
Foi presidente das províncias do Maranhão, de 2 a 5 de junho de 1824, e do Ceará, de 4 de fevereiro de 1826 a 2 de janeiro de 1829.
Eleito à Assembleia Geral Legislativa pela província do Ceará para 1830-1833, faleceu em meio a seu mandato.
Era casado com sua prima-irmã Luísa Amália de Sousa, filha de Joaquim Antônio Gomes de Sousa e de Lourença Maria Freire, com quem teve cinco filhos; 
José Nunes de Salles Belfort casado com Maria Amália Ribeiro. 
Francisco de Souza Belford. 
Americo Belford 
Anna Rita
Izabel Nunes Belfort casada com João Pedro Dias Vieira, conselheiro, senador e ministro da Marinha e dos Estrangeiros do Império.